# Tipula verrucosa
Tipula verrucosa är en tvåvingeart. Tipula verrucosa ingår i släktet Tipula och familjen storharkrankar.

## Underarter
Arten delas in i följande underarter:
- T. v. verrucosa
- T. v. sinedente